# Mailly-Maillet
 Mailly-Maillet ist eine französische Gemeinde mit 638 Einwohnern (Stand 1. Januar 2022) im Département Somme in der Region Hauts-de-France. Sie gehört zum Arrondissement Péronne und zum Kanton Albert.

## Bevölkerungsentwicklung
| Jahr      | 1962 | 1968 | 1975 | 1982 | 1990 | 1999 | 2009 |
| Einwohner | 693  | 675  | 657  | 620  | 639  | 604  | 618  |

## Sehenswürdigkeiten
- Kirche Saint-Pierre
- Chapelle Madame
- Rathaus, ehemaliges Hospital